# IC 2153
IC 2153 је галаксија у сазвјежђу Голуб која се налази на листи објеката дубоког неба у Индекс каталогу.
Деклинација објекта је - 33° 55' 10" а ректасцензија 6h 0m 4,8s. Привидна величина (магнитуда) објекта IC 2153 износи 13,2 а фотографска магнитуда 14,2. IC 2153 је још познат и под ознакама ESO 364-22, AM 0558-335, IRAS 05582-3355, PGC 18212.